# Włodzimierz Lubański
Włodzimierz 'Włodek' Leonard Lubański (sinh 28 tháng 2 năm 1947 tại Gliwice-Sośnica) là một cựu cầu thủ bóng đá Ba Lan, chơi ở vị trí tiền đạo, là cầu thủ ghi nhiều bàn thắng thứ hai cho đội tuyển Ba Lan sau Robert Lewandowski.
Trong sự nghiệp đội tuyển quốc gia, Lubański khoác áo Ba Lan 75 trận trong khoảng thời gian từ 1963 đến 1980, ghi được 48 bàn thắng (nếu tính cả các trận đấu trong khuôn khổ Olympic thì con số này lên đến 80 trận và 50 bàn). Ông lập được 5 hat-trick trong suốt sự nghiệp thi đấu quốc tế, trong đó gồm cả 1 lần ghi được 5 bàn thắng trong 1 trận, gặp Luxembourg năm 1969. Lubański khoác áo đội tuyển lần đầu khi mới 16 tuổi 188 ngày, lập một kỉ lục nữa là cầu thủ trẻ nhất khoác áo đội tuyển Ba Lan. Ông dẫn dắt Ba Lan giành huy chương vàng tại Thế vận hội Mùa hè 1972. Sau khi bỏ lỡ World Cup 1974 vì bị gãy chân, Lubański có mặt ở World Cup 1978, tuy nhiên không giữ được phong độ như trước.
Tại cấp độ câu lạc bộ, Lubański thi đấu phần lớn thời gian cho 2 câu lạc bộ Górnik Zabrze của Ba Lan và KSC Lokeren của Bỉ.
Tháng 11 năm 2003, kỉ niệm nửa thế kỉ thành lập UEFA, ông được bầu chọn là Cầu thủ vàng UEFA, cầu thủ Ba Lan xuất sắc nhất trong vòng nửa thế kỉ, của Ba Lan, do Hiệp hội bóng đá Ba Lan tổ chức.
Lubański hiện là trợ lý huấn luyện viên tại đội bóng cũ KSC Lokeren, chủ yếu là huấn luyện tiền đạo.